# Cheiracanthium mertoni
Cheiracanthium mertoni är en spindelart som beskrevs av Embrik Strand 1911. Cheiracanthium mertoni ingår i släktet Cheiracanthium och familjen sporrspindlar. Inga underarter finns listade i Catalogue of Life.